# Estratonice (filha de Antíoco I Sóter)
Estratonice foi uma filha de Antíoco I Sóter e esposa de Demétrio II da Macedónia.
Antíoco I Sóter era filho de Seleuco I Nicátor e de Apama, filha de Artabazo. Ele se casou com com Estratonice, filha de Demétrio Poliórcetes e Fila, filha de Antípatro; Estratonice, filha de Demétrio, tinha sido esposa de Seleuco I Nicátor, com quem teve um filho, ou uma filha, Fila.
Demétrio II da Macedónia, seu marido, era filho de Antígono II Gónatas e neto de Demétrio Poliórcetes.
Antíoco I Sóter e Estratonice, filha de Demétrio, tiveram três filhos, Antíoco, Estratonice e Apama.
Estratonice, filha de Antíoco I, se casou com Demétrio II da Macedônia. Demétrio II era filho de Antígono II Gónatas  e de Fila, filha de Seleuco I Nicátor e Estratonice, filha de Demétrio I Poliórcetes.
Segundo alguns autores, Demétrio II e Estratonice, filha de Antíoco I, foram os pais de Apama, esposa do rei da Bitínia Prúsias I e  mãe de Prúsias II.
Após a morte de Alexandre II de Epiro, sua esposa e irmã, Olímpia II de Epiro, tornou-se guardiã dos filhos Pirro e Ptolemeu e, como os etólios queriam tomar parte da Acarnânia, procurou a aliança de Demétrio II da Macedônia, casando sua filha Fítia com Demétrio. Demétrio II da Macedônia já estava casado com uma irmã de Antíoco II Theos, que, divorciada, foi até Antíoco II Theos, para que este fizesse guerra contra seu ex-marido.
De acordo com Porfírio, citado por Eusébio de Cesareia, Demétrio II tomou uma cativa de nome Aureola (Chryseis) como esposa, com quem teve o filho Filipe, o futuro Filipe V da Macedónia; seu sucessor foi Antígono III Doson, regente de Filipe e que se casou com sua mãe.
Os historiadores russos O. L. Gabelko e Iu. N. Kuz'min, baseando-se que Pirro, do Epiro, Filipe V da Macedónia e Prúsias II da Bitínia possuiam uma rara anomalia dentária genética chamada geminação, concluíram que a avó materna de Prúsias II era a mãe de Filipe V, e esta seria neta de Pirro, Fítia. Prúsias II, de acordo com esta análise, teria herdado a anomalia de Apama, filha de Demétrio II e Fítia; Apama foi esposa de Prúsias I da Bitínia.